# دايوو يو إس أي إس تولف
بندقية Daewoo USAS-12 ، من إنتاج شركة دايو الكورية الجنوبية ، بدأت صناعة هذا النوع من السلاح عام 1980م .

## ميزات البندقية
تتميز بندقية دايو بأنها سريع الطلقات، فحجم هذه البندقية هي :
- الوزن : 6.2 كيلو جرام .
- الطول : 960ملم

Weight 6.2 kg (with 10-round magazine)
Length 960 mm
Barrel length 460 mm

## تاريخ البندقية
تاريخ بندقية الدايوو يو إس أي إس تولف يعود إلى عام 1980 وتصميم كلاسيكي من قبل ماكسوويل اتشيسون.

## مواضيع ذات صلة
- Modern Firearms